# Carobbiite
La carobbiite è un minerale appartenente al gruppo dell'halite.